# Болеслав III Рижия
Болеслав III (на чешки: Boleslav III. Ryšavý; * ок. 965 , † 1037), наречен от Титмар Мерзебургски Рижия (известен и като Слепия), е княз на Бохемия от 999 до 1002 г. и отново за кратко време през 1003 г. Син на Болеслав II Благочестиви и Адива Английска.
Владетел от рода Пршемисловци, Болеслав III е слаб управител, благодарение на което княжеството губи самостоятелната си политика и става пионка в продължителната война между Хайнрих II Германски и Болеслав I, владетел на Полша. По неговото време възниква първата сериозна криза на държавата на Пршемисловците, спомогнала създаването на новите съседни държави Полша и Унгария.
Периодът на краткото управление на Болеслав III оказва дългосрочен ефект върху земите на държавата, принизени до разменна монета във войните между Полша и Свещената Римска империя и впоследствие трайно навлезли в орбитата на немското влияние. Когато Болеслав III приключва управлението си, от голямата държава на баща му и дядо му Болеслав I Страшни са останали само земите на Бохемия, а останалите територии са завладени от съседните държави.
Жени се за девойка от рода Вършовци, но не оставя мъжки потомък.

## Управление
Болеслав Рижия се възкачва на престола през 999 г. Управлението му е белязано с редица жестокости по отношение на братята му, Яромир и Олдржих, и поданиците му (по негова заповед Яромир е скопен, а над Олдржих е извършен опит за убийство). Макар правото на наследяване на най-възрастния син вероятно никога да не е било поставяно под въпрос, Болеслав решава да се отърве от братята си като възможни конкуренти, и те са принудени да избягат от страната, заедно с майка си.
През 1002 г., след бунт на чехите, организиран от рода Вършовци, на Болеслав се налага да бяга в Германия. На негово място застава княз Владивой – както свидетелства хрониста Титмар Мерзебургски, по причина на родствените си връзки и набожността си. Неговото управление обаче продължава кратко време, като Владивой умира през януари следващата година. След смъртта му, благородниците на Бохемия канят Яромир и Олдржих обратно от изгнание, като Яромир е избран да заеме чешкия престол.
Болеслав III прекарва това време при маркграф Хайнрих от Нордгау, с когото е в близки отношения. Оттам (след известието за смъртта на Владивой през януари) се отправя в Полша, за да иска помощ от Болеслав Храбри, срещу обещанието за помощ в борбата му срещу новия римски крал Хайнрих II. Полският княз бързо нахлува в Бохемия и отново издига съименника си на трона, след което се завръща в земите си.
Болеслав се разправя жестоко с рода Вършовци, организаторите на заговора против него. Първоначално той обещава прошка на бившите си противници, но на 9 февруари 1003 г., по време на велики пости, заповядва убийството им. Според саксонският хронист Титмар Мерзебургски, Болеслав събира всички знатни представители на рода в някаква къща и извършва, заедно с поддръжниците си, масовото им избиване, включително и на зет си (в хрониката се твърди, че го убива със собствения си меч). Този акт предизвиква ново брожение. Останалите живи велможи тайно отправят послание до Болеслав Храбри и молят за помощ. Той се съгласява и кани чешкият княз в Полша (вероятно в Краков). Там Болеслав III е ослепен и хвърлен в затвора.
През пролетта на 1003 г. Болеслав Храбри се отправя в Прага и е издигнат на чешкия трон, ставайки владетел на двете страни, Полша и Чехия. През есента на 1004 г. обаче, съответно и той е изгонен от войските на крал Хайнрих II (по-късно император).
Последните три десетилетия от живота си, сваленият от власт Болеслав III прекарва в полски затвор, където умира през 1037 г. Подробности от живота му след ослепяването не са известни.